# Signal vidéo
Le signal vidéo désigne un signal électronique ou optique, permettant de véhiculer ou retransmettre les images animées d'une source vidéo, telle que récepteur de télévision, caméra, terminal IPTV, console de jeux vidéo, magnétoscope, lecteur DVD ou Blu-ray, décodeur TNT, récepteur, , etc. à un écran de télévision, moniteur vidéo ou informatique, vidéoprojecteur, magnétoscope ou enregistreur pour divers supports, , etc.. 
Le signal vidéo peut être de nature analogique ou numérique, selon la technologie employée. Diverses variantes du signal vidéo sont exploitées depuis les années 1930 : vidéocomposite, vidéo composante, Y/C, RVB, YPbPr, , etc. pour des signaux analogiques ou bien DVI, HDMI pour les signaux numériques.

## Câbles et connectique
Certains appareils intègrent à la fois la source vidéo et l'afficheur; tels qu'un téléviseur équipé d'un démodulateur, écran vidéo doté d'un disque dur, caméscope, , etc. Les appareils à fonction séparée nécessitent certains cordons et liaisons permettant de distribuer les signaux vidéo et audio. Une grande variété de connexions est exploitée depuis l'apparition de la télévision durant les années 1930, jusqu'à aujourd'hui. La technologie s'adapte à chaque innovation, comme la télévision par câble, le magnétoscope, la télévision par satellite, les nouvelles normes de télédiffusion, la Haute Définition, numérique, , etc. Pour la réception des signaux de télévision hertzienne terreste, par câble ou par satellite, la prise coaxiale dite « prise antenne TV » ou « IEC 169-2 », ne véhicule pas les signaux vidéo seuls mais plutôt la modulation transmise par les émetteurs de télévision ou les modulateurs.
Par ailleurs, le secteur professionnel exploite d'autres formats comme le format SDI, adapté aux signaux vidéo numériques pour la production vidéo, la télévision ou le cinéma, délivrant des caractéristiques de hautes performances ou de définition considérablement supérieure à celles exploitées dans le secteur grand public.
| Liaisons analogiques                                                                    | Liaisons numériques                   |
| --------------------------------------------------------------------------------------- | ------------------------------------- |
| Péritélévision                                                                          | HDMI                                  |
| S-Video (luminance et chrominance séparées)                                             | DVI (dédiée à l'univers informatique) |
| Jack de 3,5 mm (caméscopes, enregistreurs et lecteurs portables)                        | DisplayPort (univers informatique)    |
| RCA (jaune : composite, rouge, vert, bleu : RVB, composantes numériques ou analogiques) |                                       |
| connecteur BNC (vidéo professionnelle)                                                  |                                       |

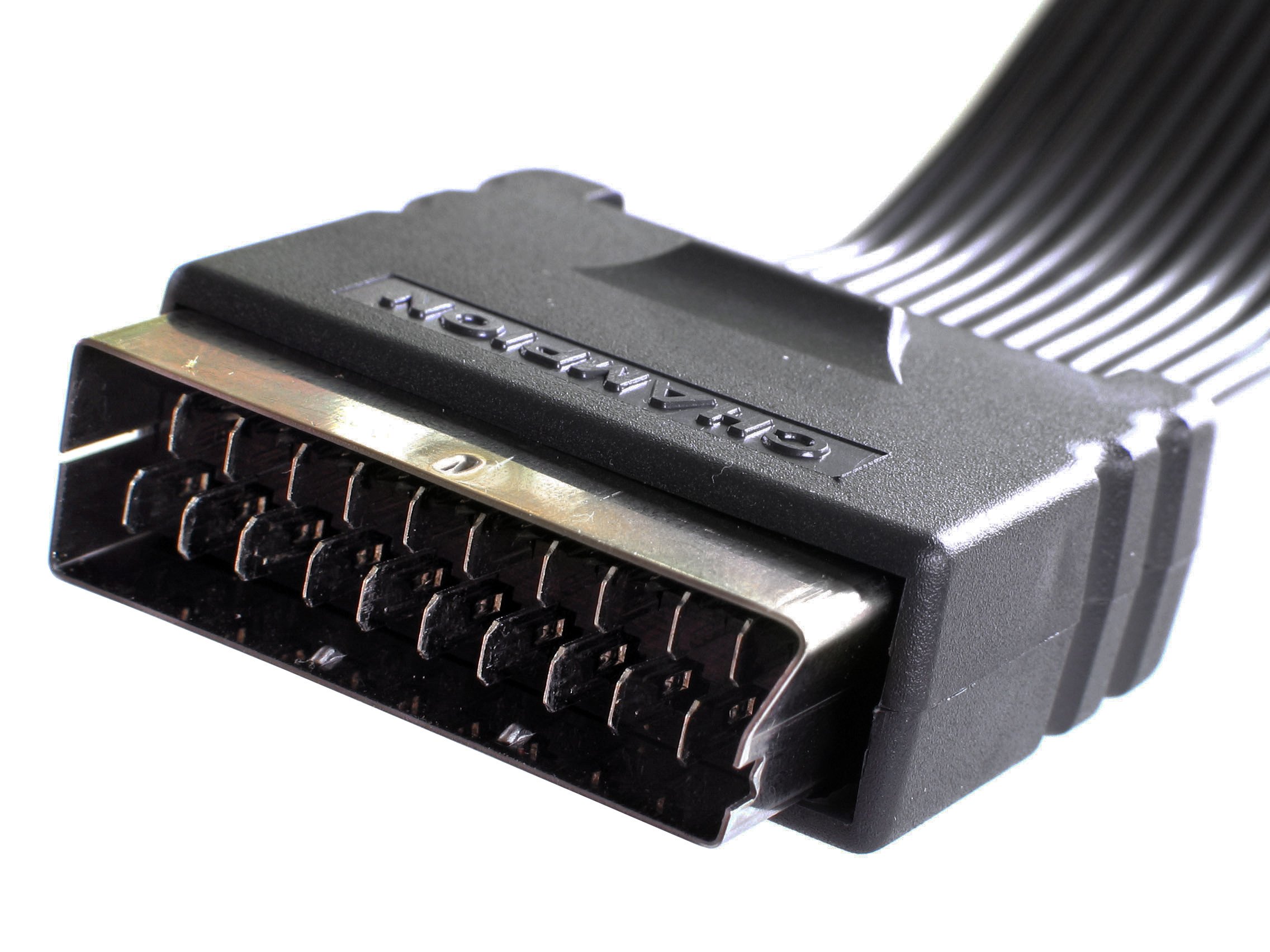
Péritélévision
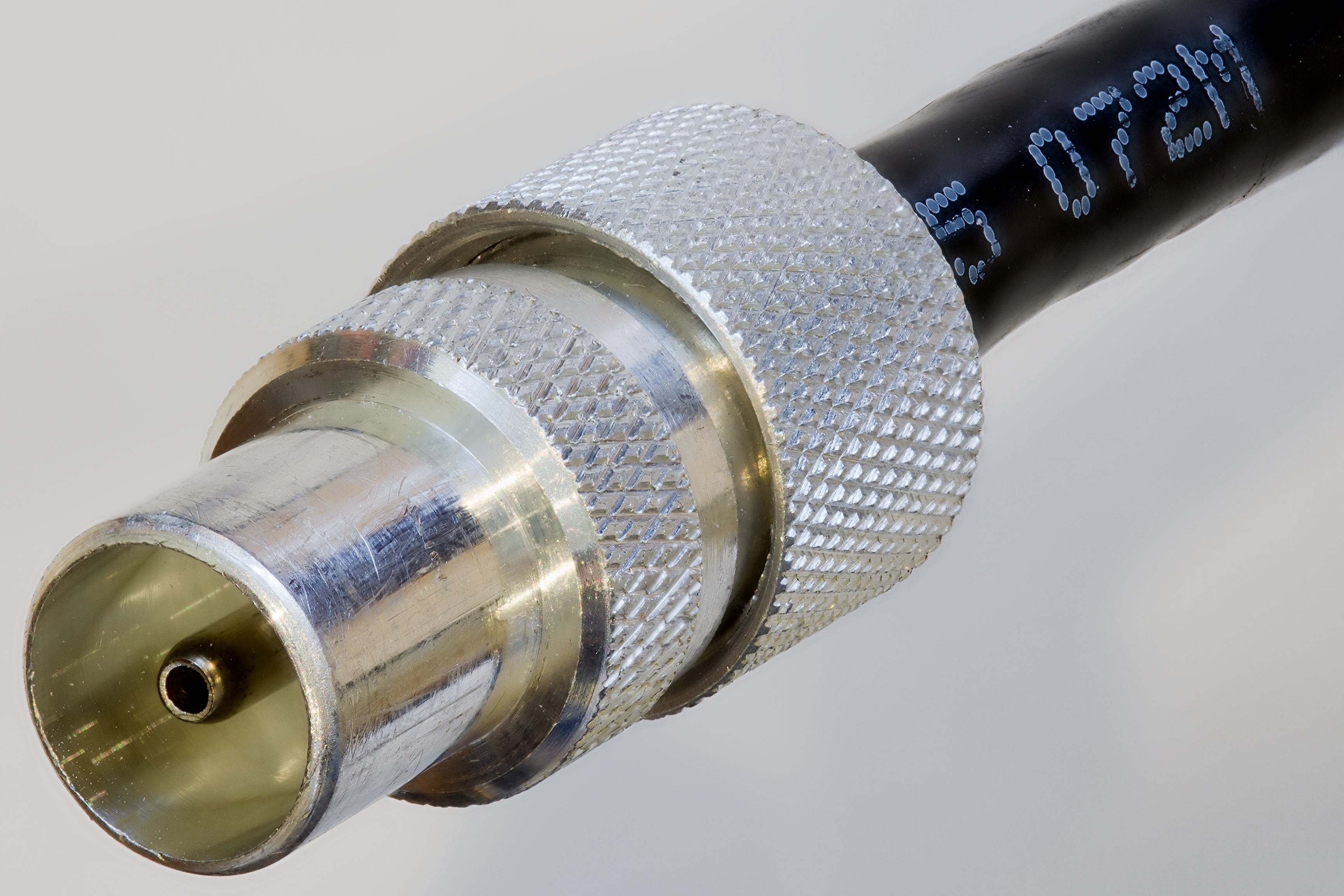
Prise antenne TV
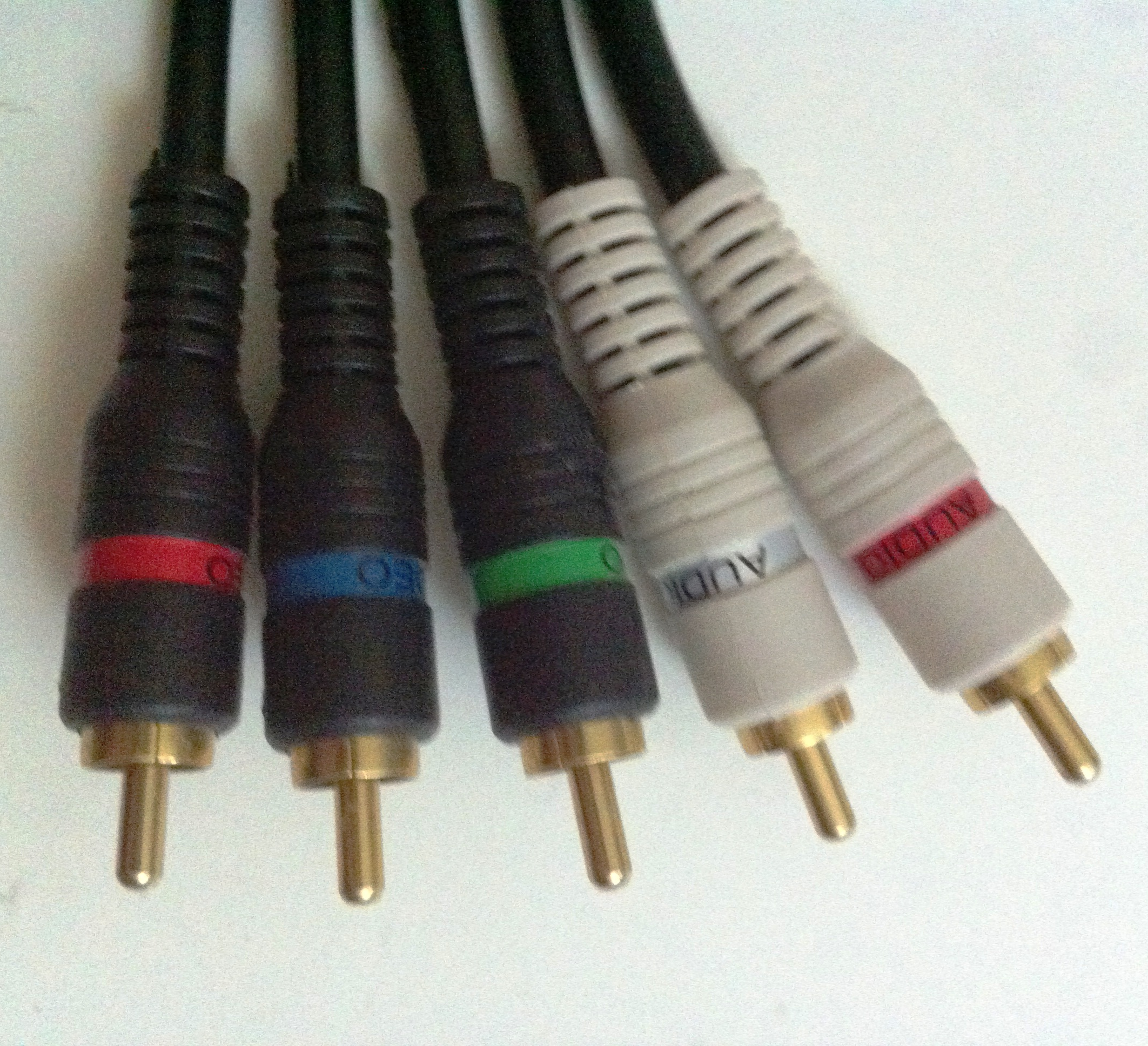
RCA
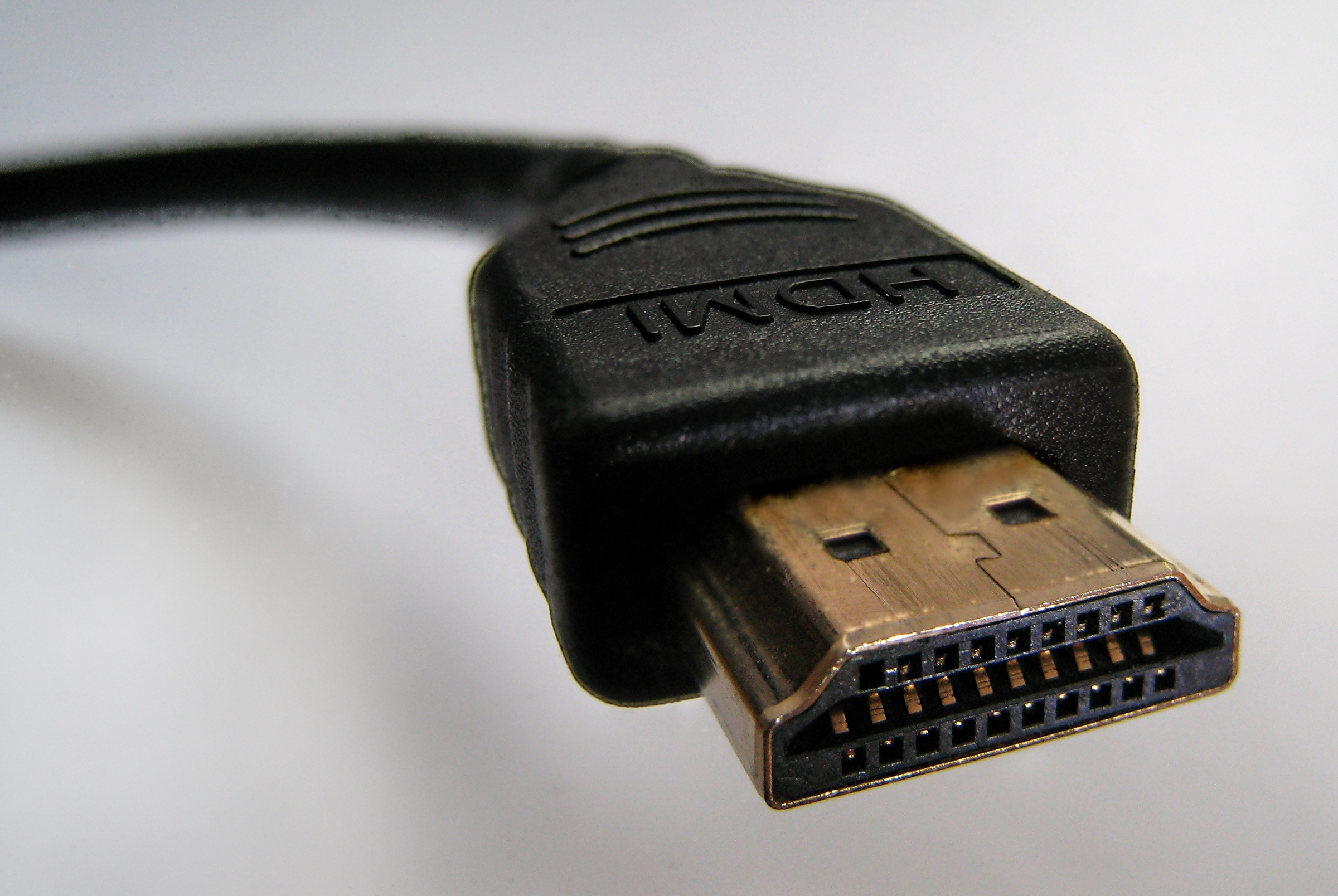
HDMI
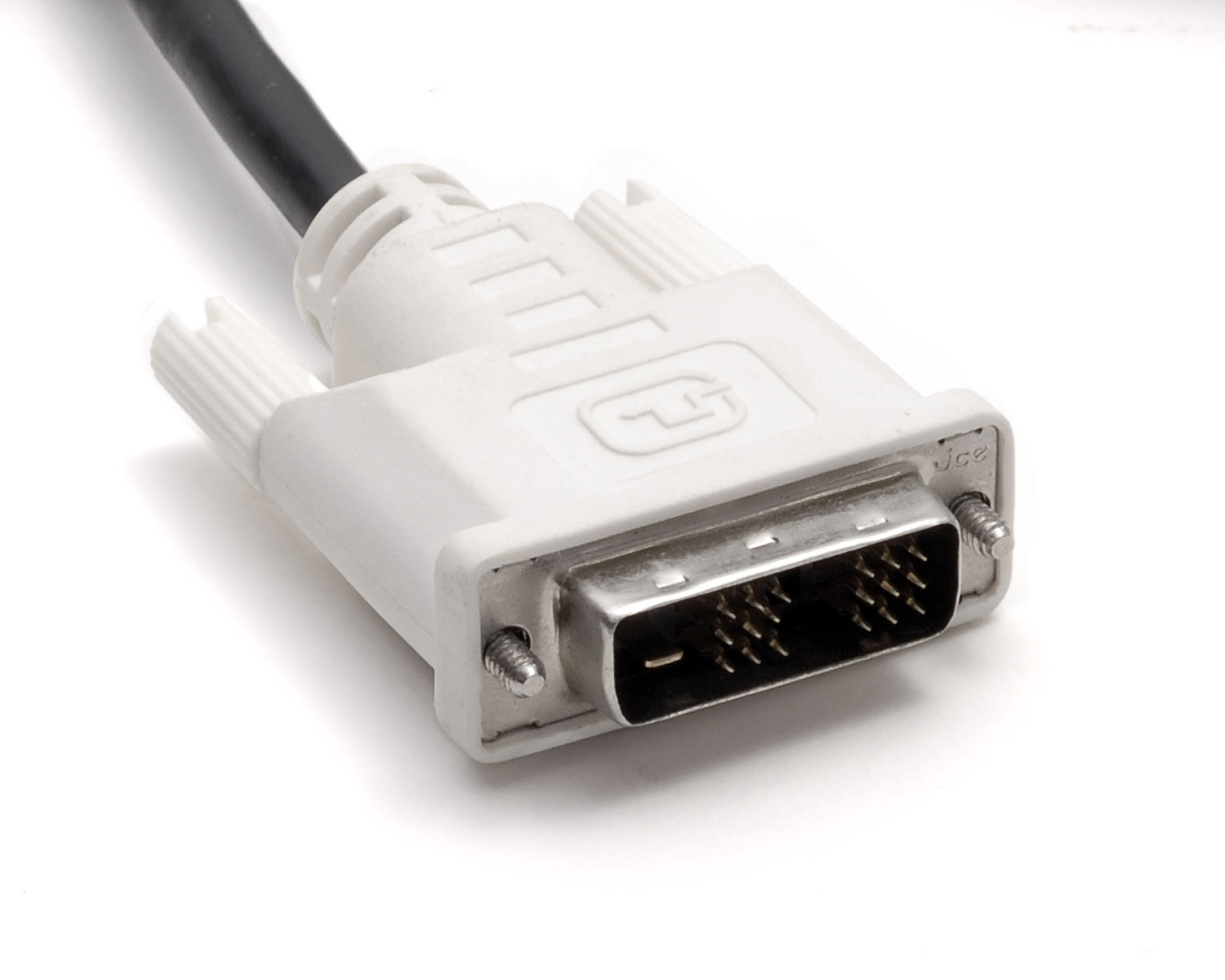
DVI
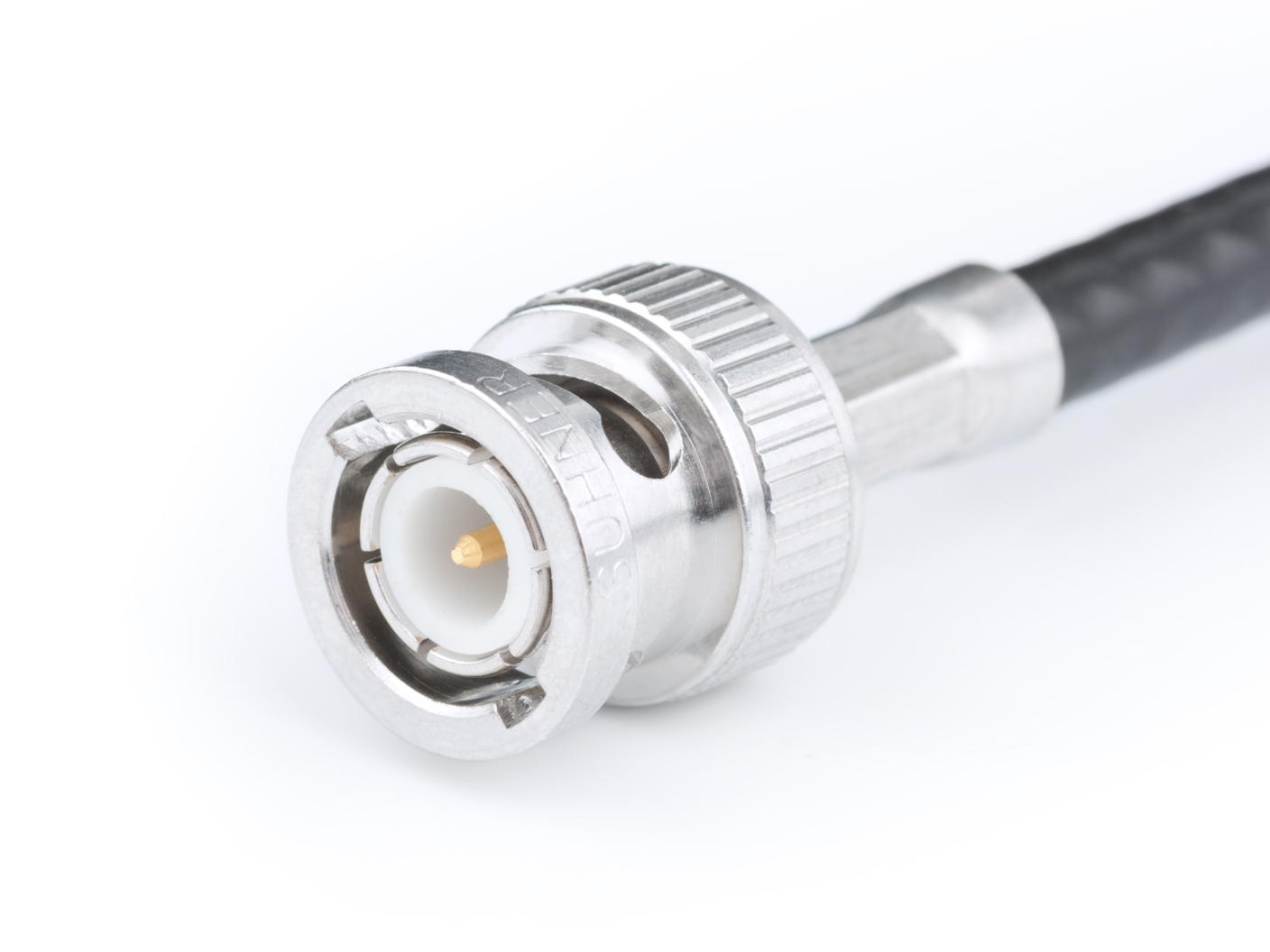
BNC

## Constitution du signal
Le signal vidéo est censé pouvoir :
- déclencher et assurer le balayage de l'écran ;
- traduire la modulation de l'intensité lumineuse, lors du balayage.

### Signal noir et blanc

Signal vidéo contenant les informations de synchronisation et d'intensité

Sur un écran d'un certain type, l'affichage est réalisé par le balayage d'un faisceau électronique. L'intensité, la luminosité du point est proportionnelle à la tension du signal électrique; ainsi, le noir d'intensité vidéo minimum correspond à une tension de 0,339 V et le blanc d'intensité maximum, à une tension de 1,073 V.
Les signaux de synchronisation produisent des pics vers le bas ou vers le haut, situés entre les tensions 0 V et 0,3 V, donc de valeur inférieure au niveau du noir.
Dans les dispositifs d'affichage à matrice comme les écrans à cristaux liquides et les vidéoprojecteurs monotube, l'affichage n'exploite pas de balayage. Le signal vidéo correspond alors à une transmission en série des points de l'image précisément adressée pour chaque pixel ; les signaux de synchronisation indiquent le début de l'image et le début de la ligne.

#### Signaux de synchronisation — standard télévision à 625 lignes

Signal de synchronisation en début de ligne

Les impulsions de synchronisation produisent des signaux rectangulaires d'une hauteur de 0,3 V, vers le haut ou vers le bas ainsi que d'une largeur de 2,35 à 5 µs (microseconde). La décroissance de ces signaux ne constitue pas une marche parfaite mais présente plutôt une croissance/décroissance d'environ 0,15 µs ; ainsi, pour une impulsion de 5 µs, la durée entre les mi-pentes ascendantes et descendantes s'élève à 4,7 µs.
La fin d'une ligne déclence une salve d'une durée de 2 µs de signal « sous-noir » à 0,3 V puis produit le signal de synchronisation à 0 V, lequel indique que le téléviseur doit faire revenir le faisceau en début de ligne suivant, durant 5 µs. Un palier de sous-noir (0,3 V) de 5 µs s'ajoute au précédent signal de synchronisation; il représente le temps nécessaire au spot, pour revenir jusqu'au début de la ligne. Toute l'opération de synchronisation représente ainsi, une durée de 12 µs.
Pour un signal vidéo à 625 lignes, chaque ligne dure 64 µs; Ce qui représente ainsi 52 µs de signal plus 12 µs de synchronisation et de retour du spot.

transition entre deux trames

La transition entre deux trames comporte les trois phases :
- le signal de pré-égalisation, ou égalisation avant ;
- le signal top de synchronisation de trame, ou top-trame ;
- le signal de post-égalisation, ou égalisation arrière.

Chaque étape dure 2,5 lignes, soit 160 µs. Cette séquence correspond donc à 7,5 lignes ; pour le système européen à 50 Hz, elle dure 480 µs. La demie ligne est nécessaire pour le balayage entrelacé : une trame impaire commence à la moitié d'une ligne et se termine à la fin d'une ligne, et une trame paire commence au début d'une ligne et se termine à la moitié d'une ligne.
La pré- et la post-égalisation se composent d'une ligne de base à 0,3 V (sous-noir), avec 5 impulsions vers le bas à 0 V, d'une durée de 2 µs chacune et espacées de 30 µs ; il y a donc deux impulsions par ligne (une ligne faisant 64 µs).
Le top-trame a lui une ligne de base à 0 V, et comporte 5 impulsions vers le haut à 0,3 V, larges de 5 µs et espacées de 27 µs, soit deux impulsions par ligne.

#### Échelles de tension
Nota : Ces valeurs sont conformes au standard RS170A connu sous le nom de Ntsc (décollage du noir à 7,5 IRE). Pour les autres normes, le noir image et le palier de blanking sont confondus et se situent à 0,300 V.
Le niveau de luminosité est mesuré en IRE (de Institute of Radio Engineers) : 0 IRE correspond au noir (donc 0,37 V) et 100 IRE correspond au blanc (donc 1 V), l'IRE est le « pourcentage de luminosité ». Le niveau de luminosité en IRE NIRE est donc reliée à l'intensité du signal U en volts par :
- NIRE = (U - 0,37)×100/0,63 ;
- U = 0,37 + NIRE×0,63/100.

Un incrément de 1 IRE correspond donc à un incrément de 0,0063 V, soit 6,3 mV.
Les niveaux de synchronisation (0 et 0,3 V) se trouvent ainsi à -59 IRE et -11 IRE.
Lorsque l'image est d'origine numérique (par exemple DVD ou télévision numérique), alors la plus faible variation de tension correspond au bit de poids faible ; on appelle LSB (pour least significant bit) cette variation de tension minimale. Si un point est codé sur N bits et que la plage maximale de tension est ΔV, on a :
LSB = ΔV/2N.
Par exemple, pour une quantification de 8 bits par pixel (l'échelle des gris comporte 256 niveaux), on a :
LSB = 0,63/28 = 0,0025 V = 2,5 mV
soit 
1 LSB = 0,67 IRE
1 IRE = 1,5 LSB
Pour une quantification à 12 bits par pixel (l'échelle des gris comporte 4 096 niveaux, par exemple H.264 High 4:4:4) :
LSB = 0,63/212 = 0,000 15 V = 0,15 mV
soit 
1 LSB = 0,042 IRE
1 IRE = 24 LSB

### Signal couleur
Dans le cas d'un signal couleur, il faut trois informations d'intensité :
- soit trois canaux rouge/vert/bleu (RVB) ; dans ce cas-là, il faut un connecteur par signal ; on a en fait trois signaux noir et blanc ;
- soit un canal luminance et deux canaux chrominance (système YUV) ; contrairement au signal RVB, ce signal est compatible avec le noir et blanc (seule la luminance est alors exploitée).

Le signal vidéo composite est un signal unique mixant la luminance et les chrominances : le signal final est obtenu à partir d'un signal porteur (d'environ 3 à 5 MHz) modulé en modulation de fréquence (SECAM) ou bien en amplitude et en phase (PAL, NTSC). On peut lui ajouter le signal du son de la même manière.
On peut à l'inverse travailler avec deux signaux, un pour la luminance et un pour la chrominance. On parle alors de vidéo à composantes séparées ou S-video.
Le signal de chrominance est modulé en fréquence ou en amplitude, selon la norme utilisée (SECAM, PAL ou NTSC). La fréquence de modulation est de 4,43361875 MHz pour le système européen à 50 Hz et 3,579545 MHz pour le système américain à 60 Hz. Le signal comporte les trois composantes : U = bleu-vert ; V = rouge-vert ; W = luminance. Ces trois signaux sont obtenus par des filtres passe-bandes qui extraient les bandes de fréquences correspondant aux différents canaux : 0–0,5 MHz (W), 0–1 MHz (U) et 0–1 MHz (V). On peut donc récupère ces trois signaux avec un simple démodulateur FM. Pour plus de détails, voir Norme SECAM, Norme PAL ou NTSC.
La luminance est obtenue à partir du signal de chrominance par un filtre passe-bas (environ 0,5 MHz). On peut donc récupérer la luminance à partir du signal composite. Contrairement au système couleur américain NTSC, qui utilise une modulation en amplitude et phase pour la chrominance et la luminance, le système européen PAL utilise une modulation en fréquence pour la chrominance et une modulation en amplitude pour la luminance : cette particularité permet d'exploiter le même poste de télévision avec les signaux noirs et blancs (luminances) ou bien avec les signaux couleurs.
Le signal vidéo composite contient donc les trois canaux : W = 0–0,5 MHz ; U = 0–1 MHz ; V = 0–1 MHz.
Les signaux de synchronisation sont les mêmes que pour le noir et blanc, avec une différence au niveau du retour de spot : si la ligne est paire, on commence la ligne suivante à la moitié d'une ligne (balayage entrelacé), sinon on commence à zéro. Le signal composite est donc modulé par un signal porteur à 3,58 MHz ou 4,43 MHz selon le système utilisé (PAL ou SECAM).
- Pour le système PAL : le signal porteur est modulée en amplitude et phase par les signaux W et V. Le canal U n'est pas présent car il ne contient que des informations utiles en couleur. Les signaux W et V sont obtenus après filtrage du signal vidéo composite par un filtre passe-bas dont la fréquence de coupure varie entre 0,5 et 1 MHz.
- Pour le système SECAM : le signal porteur est modulé en fréquence par les signaux W et V. Le canal U n'est pas présent car il ne contient que des informations utiles en couleur. Les signaux W et V sont obtenus après filtrage du signal vidéo composite par un filtre passe-bas dont la fréquence de coupure varie entre 0,5 et 1 MHz.
- Pour le système NTSC : le signal porteur est modulée en amplitude et phase par les trois canaux (W, U et V). Ces trois canaux sont obtenus après filtrage du signal vidéo composite par un filtre passe-bas dont la fréquence de coupure varie entre 0,5 à 1 MHz pour les canaux W/U/V

## Normes
Les principales normes utilisant des signaux vidéo analogiques sont résumés dans l'article Normes de télévision.
- Norme SECAM (Système Électronique Couleur Avec Mémoire), utilisée en France, Russie et quelques autres pays.
- Norme PAL (Phase Alternating Line), utilisée dans la plupart des autres pays européens.
- NTSC (National Television System Committee), utilisée aux États-Unis, au Canada, au Mexique et dans une partie de l'Amérique du Sud ainsi que dans les îles du Pacifique.
- Enfin le système japonais MUSE est un système couleur à haute définition qui n'a pas été retenu comme standard international mais qui a été commercialement exploité par la société NHK. Il a servi de base pour le format HDTV américain ATSC puis européen DVB-T2 HD.